# Alexander Carathéodory Pascha

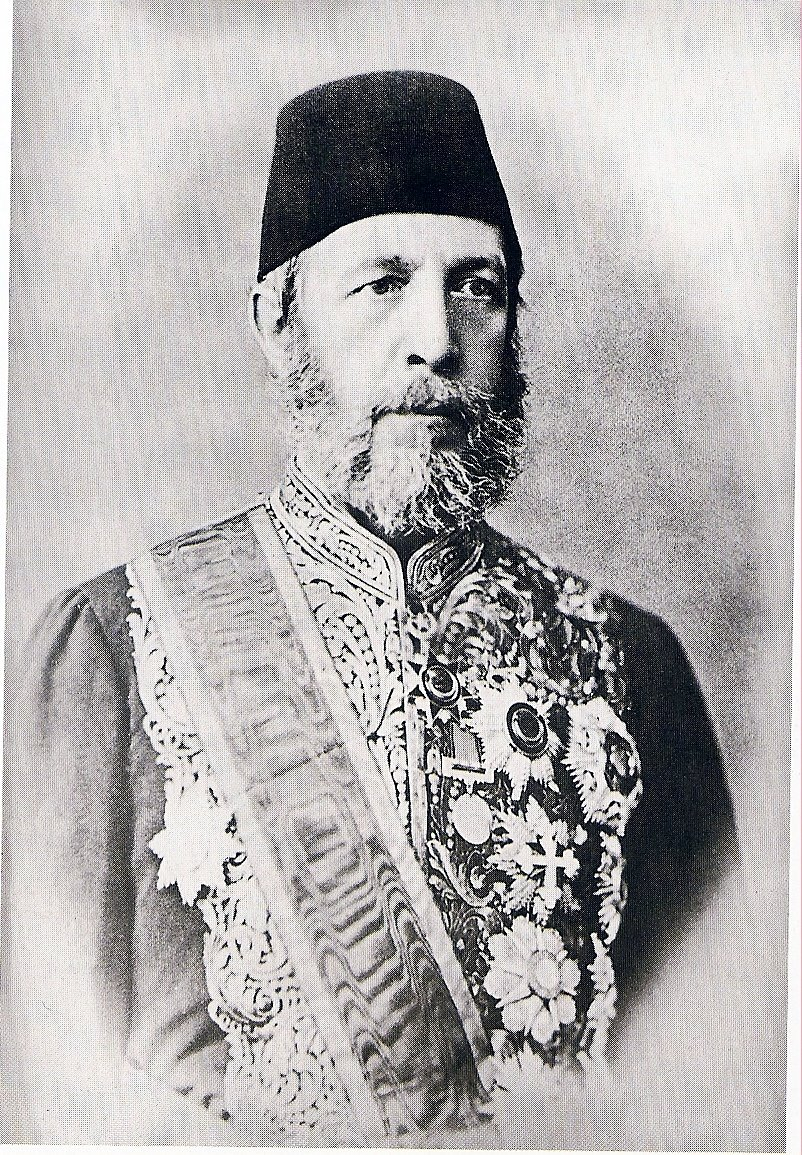
Alexander Carathéodory Pascha

Alexander Carathéodory Pascha (* 1833 in Konstantinopel; † 1906 ebenda) war ein osmanischer Diplomat griechischer Abstammung (in der Literatur finden sich verschiedene Schreibweisen des Namens: Karatheodori, Caratheodory, Carathéodori).
Carathéodory Pascha war Phanariot (nach dem Konstantinopler Stadtteil Phanar, dem Sitz des Ökumenischen Patriarchats von Konstantinopel seit der osmanischen Eroberung Konstantinopels 1453; Griechen aus diesem Stadtteil waren seit dem 17. Jahrhundert zunächst im Übersetzungs-, dann im diplomatischen Dienst des Osmanischen Reiches vertreten, wurden im 18. und 19. Jh. sehr einflussreich, auch als osmanische Statthalter in den Donaufürstentümern – bis zum griechischen Aufstand von 1821). 1868 gehörte er zusammen mit Ioannis Fotiadis und Christakis Zografos den griechischen Teil einer osmanischen Kommission an, die versuchte die bulgarische Kirchenfrage zu lösen. Als Ergebnis der Arbeit der Kommission wurde 1870 das Bulgarische Exarchat gebildet.
Zusammen mit Mehmed Ali Pascha war er Verhandlungsführer (in den französischen Protokollen als Premier Plénipotentiaire bezeichnet) der osmanischen Regierung (Hohe Pforte) beim Berliner Kongress von 1878, durch den die Balkankrise beigelegt werden sollte.
Nach den Erinnerungen von Joseph Maria von Radowitz (Mitglied der deutschen Delegation) „gewann [er] durch seine taktvolle und intelligente Haltung die Sympathie aller Kongressleute, auch die von Otto von Bismarck, der sonst für die Türken, die mit ihrer Entschlusslosigkeit alles erschwerten, nicht viel übrig hatte.“ Sein Schwiegersohn und Großneffe Constantin Carathéodory (1873–1950) war ein berühmter, von Kollegen hoch geschätzter Mathematiker. Er selbst hatte wichtige mathematische Schriften aus dem Arabischen übersetzt und besaß eine große mathematische Bibliothek.